# Bob van Asperen
Bob van Asperen (ur. 8 października 1947 w Amsterdamie) – holenderski klawesynista, klawikordzista, organista i dyrygent.

## Życiorys
W latach 1967–1972 studiował w Conservatorium van Amsterdam pod kierunkiem Gustava Leonhardta (klawesyn) i Alberta de Klerka (organy). Uzyskał dyplom z wyróżnieniem .
Jego repertuar obejmuje utwory na instrumenty klawiszowe komponowane od końca XVI w. do końca XVIII w., ze szczególnym uwzględnieniem utworów wirginalistów angielskich, klawesynistów francuskich, Girolama Frescobaldiego, Antonia Solera oraz Johanna Sebastiana Bacha i jego syna Carla Philippa Emanuela Bacha .
Występuje jako solista koncertowy i jako dyrygent. Debiutował w Haarlemie w 1968. W latach 1968–1984 występował z zespołem Quadro Hotteterre, z którym nagrał kilka płyt. W jego dyskografii, poza utworami klawesynowymi J.S. Bacha i koncertami organowymi Händla, znajdują się wszystkie wydane drukiem kompozycje na instrumenty klawiszowe C.P.E. Bacha i wszystkie sonaty Solera.
W latach 1973–1988 prowadził klasę klawesynu w Koninklijk Conservatorium w Hadze. Następnie, objął po swoim profesorze Gustavie Leonhardcie katedrę klawesynu w Sweelinck Conservatory w Amsterdamie. Prowadzi także kursy mistrzowskie i jest profesorem wizytującym w wielu wiodących instytucjach muzycznych Europy, Kanady i Australii . Jednym z uczniów Asperena jest Pieter-Jan Belder.
Był członkiem jury w kilku prestiżowych konkursach klawesynowych, m.in. w Amsterdamie, Paryżu, Nantes i Hamburgu. W 2006 był jurorem Międzynarodowego Konkursu Bachowskiego w Lipsku.
Van Asperen zajmuje się również pracami naukowo-badawczymi. Przeanalizował dogłębnie życie i twórczość XXVII-wiecznego holenderskiego kompozytora Cornelisa Thymanszoona Padbrué oraz badał XVIII-wieczne praktyki wykonawcze .